# ベネトン・B191
ベネトンB191 (Benetton B191) は、ベネトン・フォーミュラが1991年のF1世界選手権参戦用に開発したフォーミュラカー。設計者はジョン・バーナード。1991年の第3戦から最終戦まで使用され、1992年も開幕戦から第3戦までB191Bが使用された。

## B191
1989年秋にバーナードがフェラーリからベネトンに移籍して以来、待望の新作であるB191は発表前から注目度が高かった。バーナードは部品点数を少なくし、シンプルなマシンを作るという目標をB191に設定した。
1991年4月に発表されたB191にはハイノーズが導入されていた。1990年にティレルが019で導入したハイノーズ+アンヘドラルウイングは、フロントウイングの面積が減ることや、強度が低下することが難点となっていた。そこでバーナードは同じハイノーズでもフロントウイングとノーズを完全に分離して、それらを2枚の板で吊り下げるデザインを考案。そのアイデアが投入されたマシンがB191である。フロントまわりはB190とはまったく違うが、サイドポンツーンからリヤ周りはB190を継承し似たデザインとなった。B191のフロントデザインは他のF1チームや、別カテゴリ(F3000など）のコンストラクターにも大きな影響を与えた。
また、他チームに対して何らかの形でアドバンテージを有したいバーナードは、タイヤをグッドイヤーからピレリに変更することをチームに要望。これを受けフラビオ・ブリアトーレがピレリとの契約を決めてくると、バーナードはさらに前面投影面積の減少による空気抵抗の軽減を狙い、タイヤ幅を前年より1インチ小さくすることをピレリに要望する。これにより同年ピレリ勢の中では最も上位のチームであったベネトンに合わせたタイヤ開発を進めることになり、この事は前年からピレリを履いていた他チーム（ティレル・ホンダ、ブラバム・ヤマハ）のマシン開発にも影響を与えることになった。
F1参戦開始以来、カラーリングはこれまでグリーンを基調としてきたベネトンだが、同年よりキャメルがメインスポンサーに付いたことで、B191はキャメルイエローを基調とした配色にまとめられた。

### 1991年シーズン
ベネトンはトップチームの中で唯一ピレリタイヤを選択したが、アドバンテージにはつながらなかった。マクラーレン、ウィリアムズといった上位チームに勝負するには至らず、ネルソン・ピケが第5戦カナダGPで幸運な1勝を得るにとどまった。なおこのカナダGPの直後にバーナードがチーム内の内紛により辞任し、後任にはレイナードのF1参戦プロジェクトが頓挫しフリーになったロリー・バーンが復帰した。
第12戦イタリアGPから、ロベルト・モレノに代わって新人ミハエル・シューマッハが加入し、いきなりネルソン・ピケの予選順位を上回るなど、活躍を見せた。

### スペック

#### シャーシ
- シャーシ名 B191
- 全長 4,075 mm
- 全幅 2,140 mm
- 前トレッド 1,818 mm
- 後トレッド 1,720 mm
- ホイルベース 2,880 mm
- 重量 505 kg
- 燃料タンク容量 200L
- クラッチ AP
- ブレーキキャリパー ブレンボ
- ブレーキディスク・パッド SEP、ヒトコ
- ホイール O・Z
- タイヤ ピレリ

#### エンジン
- エンジン名 フォードHBシリーズIV,V,VI
- 気筒数・角度 V型8気筒・72度
- 排気量 3,494cc
- 最高回転数 13,800回転
- 最大馬力 740馬力以上
- スパークプラグ チャンピオン
- 燃料・潤滑油 モービル

## B191B
1992年用マシンであるB192が完成するまでのつなぎとして、1992年開幕戦南アフリカGPから第3戦ブラジルGPまでB191Bが使用された。1991年に装着したピレリタイヤがF1から撤退したため、1992年はグッドイヤータイヤを使用した。第2戦メキシコGPではB191Bによりミハエル・シューマッハーが3位でフィニッシュし、自身初となる表彰台を獲得した。

### スペック

#### シャーシ
- シャーシ名 B191B
- 全長 4,075 mm
- 全幅 2,140 mm
- 前トレッド 1,818 mm
- 後トレッド 1,720 mm
- ホイルベース 2,880 mm
- 重量 505 kg
- 燃料タンク容量 200L
- クラッチ AP
- ブレーキキャリパー ブレンボ
- ブレーキディスク・パッド SEP、ヒトコ
- ホイール O・Z
- タイヤ グッドイヤー

#### エンジン
- エンジン名 フォードHBシリーズVI
- 気筒数・角度 V型8気筒・72度
- 排気量 3,494cc
- 最高回転数 13,800回転
- 最大馬力 740馬力以上
- スパークプラグ チャンピオン
- 燃料・潤滑油 モービル

## F1における全成績
(key) （太字はポールポジション、斜体はファステストラップ）
| 年     | シャシー        | エンジン         | タイヤ | No. | ドライバー   | 1   | 2   | 3   | 4   | 5   | 6   | 7   | 8   | 9   | 10  | 11  | 12  | 13  | 14  | 15  | 16  | ポイント | 順位 |
| ------ | --------------- | ---------------- | ------ | --- | ------------ | --- | --- | --- | --- | --- | --- | --- | --- | --- | --- | --- | --- | --- | --- | --- | --- | -------- | ---- |
| 1991年 | ベネトン・B191  | フォード HBA5 V8 | P      |     |              | USA | BRA | SMR | MON | CAN | MEX | FRA | GBR | GER | HUN | BEL | ITA | POR | ESP | JPN | AUS | 38.5*    | 4th  |
| 1991年 | ベネトン・B191  | フォード HBA5 V8 | P      | 19  | モレノ       |     |     | 13  | 4   | Ret | 5   | Ret | Ret | 8   | 8   | 4   |     |     |     |     |     | 38.5*    | 4th  |
| 1991年 | ベネトン・B191  | フォード HBA5 V8 | P      | 19  | シューマッハ |     |     |     |     |     |     |     |     |     |     |     | 5   | 6   | 6   | Ret | Ret | 38.5*    | 4th  |
| 1991年 | ベネトン・B191  | フォード HBA5 V8 | P      | 20  | ピケ         |     |     | Ret | Ret | 1   | Ret | 8   | 5   | Ret | Ret | 3   | 6   | 5   | 11  | 7   | 4   | 38.5*    | 4th  |
| 1992年 | ベネトン・B191B | フォード HBA5 V8 | G      |     |              | RSA | MEX | BRA | ESP | SMR | MON | CAN | FRA | GBR | GER | HUN | BEL | ITA | POR | JPN | AUS | 91*      | 3rd  |
| 1992年 | ベネトン・B191B | フォード HBA5 V8 | G      | 19  | シューマッハ | 4   | 3   | 3   |     |     |     |     |     |     |     |     |     |     |     |     |     | 91*      | 3rd  |
| 1992年 | ベネトン・B191B | フォード HBA5 V8 | G      | 20  | ブランドル   | Ret | Ret | Ret |     |     |     |     |     |     |     |     |     |     |     |     |     | 91*      | 3rd  |

- 1991年の6ポイントはB190Bが獲得した。
- 1992年はB192を使用して80ポイントを獲得した。
- 年間1勝 0PP（1991年）
- コンストラクターズランキング4位。
- ドライバーズランキング6位（ネルソン・ピケ）1勝 0PP
- ドライバーズランキング10位（ロベルト・モレノ）
- ドライバーズランキング12位（ミハエル・シューマッハ）